# 查尔斯·德沃夏克
查尔斯·德沃夏克（英語：Charles Dvorak，1878年11月27日—1969年12月18日），美国男子田径运动员。他曾代表美国参加1900年和1904年夏季奥林匹克运动会田径比赛，其中1904年奥运会获得一枚金牌。